# Mojtín
Mojtín (allemand : Moithen, hongrois : Hegyesmajtény) est un village de Slovaquie situé dans la région de Trenčín.

## Histoire
La première mention écrite du village date de 1364.

## Démographie

### Évolution de la population
| Année:               | 1994. | 2004.   | 2014.    | 2024.   |
| -------------------- | ----- | ------- | -------- | ------- |
| Nombre de personnes: | 623   | 578     | 461      | 426     |
| Différence:          |       | -7,22 % | -20,24 % | -7,59 % |

| Année:               | 2023. | 2024.   |
| -------------------- | ----- | ------- |
| Nombre de personnes: | 423   | 426     |
| Différence:          |       | +0,70 % |